# 旅芸人の記録
『旅芸人の記録』（希: O Θίασος、翻字:  O Thiassos）は、テオ・アンゲロプロス監督のギリシャ映画。
旅芸人の一行が19世紀の牧歌劇「羊飼いのゴルフォ」を上演しながらギリシャ国内を移動していく物語を、アンゲロプロス特有の長回しの多用、一つのシーンに二つの時代が共存する特異な場面、円環的な物語構造など、複雑な構成で描く大作。アトレウス家の古代神話の設定をもとにしながら、戦前の独裁政治、大戦中のドイツによる占領、戦後の左派右派の対立と内戦というギリシャ現代史とその中を生きる人々を描く叙事詩的な作品である。

## ストーリー
1952年、旅芸人の一座がエギオンの町に到着する。町では総選挙を控え、軍事政権のパパゴス元帥への投票を呼びかける声が響いている。
1939年、旅芸人の一座がエギオンの町に到着する。一座を構成するのは座長のアガメムノンとその妻のクリュタイムネストラ、長女エレクトラ、次女クリュソテミスとその息子、長男オレステス、ピュラデス、「詩人」と呼ばれる青年、アコーディオン奏者の老人、アイギストスなどである。アイギストスは独裁政権を支持する右翼思想の持ち主だが、オレステス、ピュラデス、「詩人」は左翼を支持している。アイギストスは座長の妻のクリュタイムネストラと密通している。
一座の唯一の出し物である「羊飼いの少女ゴルフォ」の上演が始まる。長女のエレクトラがヒロインのゴルフォ役を母親から受け継ぎ、長男のオレステスがゴルフォの恋人タソス役を父親から受け継いだばかりだったが、オレステスが兵役に召集されたため、ピュラデスがタソスを演ずることになった。しかし、ピュラデスが左派を支持していることをアイギストスが密告していたため、ピュラデスは舞台上で秘密警察に逮捕され、収容所へと送られてしまう。
1940年、ギリシャが第二次世界大戦に参戦すると、アガメムノンは舞台上で祖国を賛美するが、やがて空襲が始まり、芝居を中止せざるを得なくなる。翌年、ギリシャがナチスドイツの占領下に入ると、オレステスはドイツに抵抗するパルチザンに参加するが、アイギストスがそのことを密告したため、一座はドイツ軍の捜索を受ける。オレステスの身代わりとして父のアガメムノンが連行され、射殺される。新しい座長の座についたのはアイギストスだった。
ピュラデスは収容所から脱出してパルチザンとなる。戦争が長引いて食料不足が深刻化し、人々の生活は苦しい。一座が歌を歌いながら下っていく冬の雪道では、反独パルチザンの死体が木から下がっている。一座はバスで移動中ドイツ軍により全員下車させられ、銃殺されそうになるが、パルチザンの襲撃で難を逃れる。
やがてドイツ軍は撤退し、国民統一政府が成立する。アテネでは示威行動に参加して前進する群集に銃撃が浴びせられる事件（シンダグマ広場の血の日曜日）が起き、銃火の中を一座は中心街から脱出する。海辺で出会ったイギリス軍に頼まれてその場で「羊飼いの少女ゴルフォ」を演じると、兵士たちも返礼としてイギリス舞踊を披露するが、パルチザンの狙撃を受けて一座と兵士は四散する。
長女のエレクトラはパルチザンの拠点で弟のオレステス、ピュラデス、「詩人」と再会し、三人と共に劇場に戻る。一座が「羊飼いの少女ゴルフォ」を演じる舞台に踏み込んだオレステスは座長のアイギストスと母親のクリュスタイメストラを射殺し、復讐を果たす。オレステスの居場所を探す秘密警察がエレクトラを連行し、尋問の末に強姦する。
1945年2月12日に結ばれたヴァルキザ合意（内戦の調停）により、パルチザンは武器を放棄すれば罪を問われないことになった。しかしオレステスらはこの協定に従わず、違法な勢力として掃討されてゆく。やがてオレステスも逮捕され、後に処刑される。一方ピュラデスは転向することを誓って釈放される。
1952年、クリュソテミスの息子がタソス役で初舞台に臨む。伯母のエレクトラは彼のメーキャップを終えて思わず「オレステス」と呟く。
1939年、旅芸人の一座がエギオンの町に到着する。

## キャスト
- エレクトラ - エヴァ・コタマニドゥ
- オレステス - ペトロス・ザルカディス
- 父アガメムノン - ストラト・スパキス
- 母クリュタイネムストラ - アリキ・ヨルグリ
- 妹クリュソテミス - マリア・ヴァシリウ
- その息子 - ヨルゴス・クティリス
- ピュラデス - キリアトス・カトリヴァノス
- 詩人 - グレゴリス・エヴァンゲラドス
- 老男優 - アレコス・ブビス
- 老女優 - ニナ・パパザフィロプル
- アコーディオンひきの老人 - ヤニス・フィリオス
- アイギストス - ヴァンゲリス・カザン
  - 吹き替え放映
1回目：1985年2月1・8・15日[注釈 1] テレビ朝日『傑作洋画劇場』
2回目：1986年12月6・13日[注釈 2] テレビ朝日『ウィークエンドシアター』

## 受賞
- 1975年カンヌ国際映画祭国際批評家大賞受賞
- 1976年ロンドン映画祭最優秀作品賞受賞